# Зигерт, Эмиль
Эмиль Фридрих Вильгельм Зигерт (нем. Emil Friedrich Wilhelm Siegert, латыш. Emīls Zīgerts; 7 ноября 1838, Берлин — 11 (24) июня 1901, Рига) — немецкий музыкальный педагог, композитор и хоровой дирижёр, большую часть жизни работавший в Риге.
Сын скрипача. Учился музыке у своего отца, после смерти которого в 1848 г. поступил хористом сперва в военный оркестр, затем в хор тогдашнего Берлинского собора. Здесь быстро стал солистом, учился у руководителя хора Августа Нейтхардта, затем также у К. Ф. Рунгенхагена, Эдуарда Греля и других заметных берлинских музыкантов.
В 1856 году вместе с братом Иоганном Готфридом Рудольфом Зигертом (1829—1868) и сестрой Каролиной Матильдой Генриеттой, также певцами хора, отправился в Ригу, где с 1837 году работала группа музыкантов по фамилии Зигерт, вероятно, их родственников: трое братьев Зигертов пели в хоре и одновременно играли в оркестре Рижской оперы — Франц на контрабасе и фаготе, Андреас на скрипке и Йозеф на валторне. В течение двух сезонов младшее поколение Зигертов работало в Риге, причём Эмиль Зигерт начал петь и небольшие басовые партии в опере. В 1858—1861 гг. трое младших Зигертов работали в Данциге, Штрелице и Ревеле, после чего вернулись в Ригу, чтобы обосноваться там окончательно.

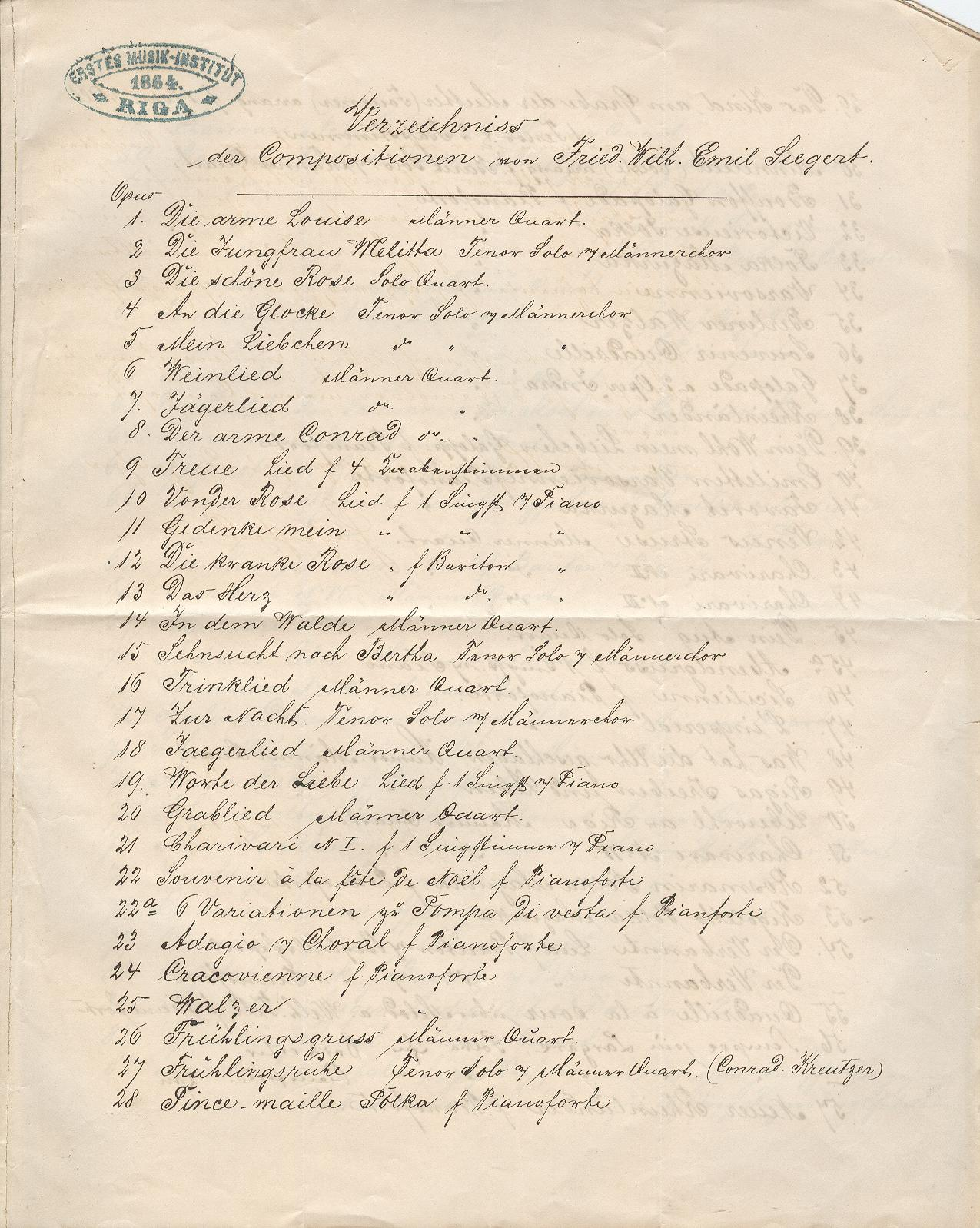
Список сочинений Зигерта (начало). Автограф. 1883

С 1862 г. Эмиль Зигерт выступал также как хоровой дирижёр (во главе Мужского певческого общества) и вице-капельмейстер. В разные годы руководил несколькими хоровыми обществами. Автор около 150 композиций, преимущественно вокальных и хоровых.
Наиболее известен как основатель (1864) и бессменный руководитель Первого рижского музыкального института (нем. Erste Musik-Institut zu Riga), сыгравшего важную роль в становлении музыкального образования в Латвии. Воспитанниками института были, в частности, братья Медыньши — Янис, Язепс и Екабс, а Язепс в 1901 году, после смерти Зигерта, возглавил институт.